# Vordingborg Kaserne
Vordingborg Kaserne er en fungerende kaserne i Vordingborg.
Med Hærloven af 1909 blev det besluttet at opføre en muret kaserne med kostforplejning, værksteder og indkvarteringsfaciliteter i Vordingborg. Byggeriet gik i gang i 1912 og i april 1913 kunne kasernen tages i brug. Anlægget er tegnet af Alf Jørgensen og Henning Hansen; administrationsbygningen er dog opført 1914 efter tegninger af Svend Sinding.

## Kaserneanlægget udbygges
I 1952 blev et nyt og stort garageanlæg taget i brug og i 1955 fuldførtes en værkstedbygning til motorkøretøjer og våben. Kasernens kostforplejningsbygning blev taget i brug i 1956 og i årene 1957 – 58 blev nye indkvarteringsområder taget i brug. De bestod af 5 bygninger som udover indkvartering for værnepligtige menige og befalingsmænd indeholdt undervisningslokaler, våbenkamre og kompagnikontorer. Det oprindelige militære sygehus var i 1932 blevet overtaget af kommunen, hvorefter garnisonen havde lejet sig ind med et infirmeri.I 1960 overtog garnisonen afd. C på det kommunale sygehus og inddrog bygningen i det egentlige kaserneområde. I 1962 blev der opført yderligere 8 tjenesteboliger på den sydlige del af den daværende øvelsesplads.
Ved garnisonens 50 års jubilæum i 1963 stod kasernen som en af landets største.
I 1976 blev vartings anlægget på øvelsespladsen ved Kulsbjerg indviet.

## Regimenter garnisoneret på Vordingborg Kaserne
- 1913 – 1976: 5. Regiment – fra 1961 omdøbt til sit gamle navn Falsterske Fodregiment. Fra 1976 til 1981 blev der skiftevis indkaldt til Falsterske Fod og Danske Livregiment. Falsterske Fod blev endeligt udfaset i 1982.
- 1976 – 2000: Danske Livregiment
- 2001 – 2013: DANILOG
- 2013 – Trænregimentet

Andre enheder
- 1961-1994: 2 Sjællandske Brigade, med stab og 5 brigadestabskompagni (kompagniet opstillet af regimentet)
- 1994-2005: Den Danske Internationale Brigade (DIB), med stab og 5 brigadestabskompagni (kompagniet opstillet af regimentet)
- ? - 2000: HMAK's (Hærens MAteriel Kommando) rekrutskole
- 2015: Hjemmeværnskommandoen

## Garnisonskommandanter
- 1913 – 1916 V. Giersing
- 1916 – 1923 T.V. Schwarz
- 1923 – 1928 C.A.A. Bosse
- 1928 – 1930 H.W. Prior
- 1930 – 1934 C.L.E. Øllgaard
- 1934 – 1938 H. Jessen
- 1938 – 1942 V.O. Harrel (menes at være inspirationen til Oberst Hachel fra tv-serien Matador)[1]
- 1942 – 1943 A.M. Poulsen
- 1945 E.H. Augsburg
- 1945 – 1946 R. Allerup
- 1946 – 1950 E.J. Joest
- 1950 – 1956 P.A. Mathiassen
- 1956 – 1969 A.H. Klokhøj
- 1969 – 1976 C.E. Nielsen